# Sejil
Le Sejil est un missile iranien à propergol solide d'une portée de 2 000 km, qui a "deux étages avec deux moteurs", selon l'ancien ministre de la défense Mohammad Ali Najar. 
L'existence de ce missile a causé la réaction et l’inquiétude d'Israël. Yediot Aharonot le journal israélien a publié « En effet, ce missile constitue une réelle menace à l'entité sioniste ». le ministre de la guerre israélien, Ehud Barak, a annoncé que « le système de défense Hitz 2 est capable de riposter aux missiles Sejil. De plus, les États-Unis ont exprimé leur accord pour financer et développer Hitz 3 ». Mais le Sejil au niveau géopolitique n'est pas la première menace contre Israël parce qu'Israël est déjà à portée de la précédente génération de missiles iraniens tels que le Shahab3. Cependant, cela ne fait pas une différence fondamentale.  
Ce missile a surpris les experts de Institute de technologie de Massachusetts.